# Zug Open 2024
Il Zug Open 2024 è stato un torneo maschile di tennis professionistico. È stata la 3ª edizione del torneo, facente parte della categoria Challenger 125 nell'ambito dell'ATP Challenger Tour 2024, con un montepremi di 148 000 €. Si è giocato dal 22 al 28 luglio 2024 sui campi in terra rossa del Tennisclub Zug di Zugo, in Svizzera.

## Partecipanti

### Teste di serie
| Nazionalità | Giocatore               | Ranking* | Testa di serie |
| ----------- | ----------------------- | -------- | -------------- |
| Paesi Bassi | Botic van de Zandschulp | 87       | 1              |
| Italia      | Matteo Gigante          | 146      | 2              |
| Argentina   | Román Andrés Burruchaga | 147      | 3              |
| Argentina   | Juan Manuel Cerúndolo   | 152      | 4              |
| Austria     | Jurij Rodionov          | 159      | 5              |
| Perù        | Juan Pablo Varillas     | 162      | 6              |
| Francia     | Matteo Martineau        | 172      | 7              |
| Svizzera    | Dominic Stricker        | 175      | 8              |

* Ranking al 15 luglio 2024.

### Altri partecipanti
I seguenti giocatori hanno ricevuto una wild card per il tabellone principale:
- Henry Bernet
- Rémy Bertola
- Mika Brunold

I seguenti giocatori sono entrati in tabellone come alternate:
- Geoffrey Blancaneaux
- Jérôme Kym

I seguenti giocatori sono passati dalle qualificazioni:
- Marko Topo
- Mateus Alves
- Ryan Nijboer
- Jakub Paul
- Dylan Dietrich
- Damian Wenger

## Punti e montepremi
| Torneo    | Torneo              | V      | F      | SF    | QF    | 2T    | 1T    | Q | Q2  | Q1  |
| Singolare | Punti               | 125    | 64     | 35    | 16    | 8     | 0     | 5 | 3   | 0   |
| Singolare | Premi in denaro (€) | 19 650 | 11 570 | 6 850 | 3 990 | 2 345 | 1 420 | – | 710 | 355 |
| Doppio    | Punti               | 125    | 64     | 35    | 16    | –     | 0     | – | –   | –   |
| Doppio    | Premi in denaro (€) | 8 420  | 4 900  | 2 940 | 1 750 | –     | 990   | – | –   | –   |

## Campioni

### Singolare
Jérôme Kym ha sconfitto in finale  Román Andrés Burruchaga con il punteggio di 6–4, 6–4.

### Doppio
Jurij Rodionov /  Volodymyr Uzhylovskyi hanno sconfitto in finale  Seita Watanabe /  Takeru Yuzuki con il punteggio di 7–6(5), 7–6(5).